# Bylbassivka
Bylbassivka (ukrainien : Билбасівка, russe : Былбасовка, Bylbassovka) est une commune urbaine de l'oblast de Donetsk, en Ukraine. Elle compte 5 852 habitants en 2021.

## Géographie
La commune se trouve accolée à l'ouest à la ville industrielle de Sloviansk, et est localisée à 95 kilomètres au nord-nord-ouest de la ville de Donetsk. Elle se situe sur la rive nord de la rivière Soukhyï Torets, un affluent de rive gauche de la rivière Kazenny Torets, puis du Donets, dans le bassin hydrographique du fleuve Don.

## Histoire
La slobode de Bylbassivka (parfois Belbassovka) est fondée par les cosaques en 1670.
L'église de la Transfiguration est construite en 1858; elle est fermée en 1919. Le village obtient le statut de commune urbaine en 1938. Il est occupé par l'armée allemande de l'automne 1941 au 7 septembre 1943. En 1989, la commune comptait 7 307 habitants et 6 260 habitants en 2013.